# 1034
1034. је била проста година.

## Догађаји
- 11. април — Византијски цар Роман III Аргир је удављен у својој кади, на наговор своје жене Зоје, која се удаје за свог коморника, и уздиже га на византијски престо, као Михаила IV.
- мај — Пољски краљ Мјешко II Пјаст умире након шест година владавине (вероватно је убијен у завери), а наслеђује га 17-годишњи син Казимир I. Насилна побуна се шири широм Пољске.
- 25. новембар — Шкотски краљ Малколм II гине у бици код Гламиса. Наслеђује га Данкан I, син његове најстарије ћерке, а не Магбет, који је вероватно био још један његов унук.
- Српски устанак (1034—1042)  Српски кнез Стефан Војислав је подигао устанак после смрти смрти Романа III Аргира (1034), али је он угушен за мање од две године.

## Смрти
- 11. април — Роман III Аргир, византијски цар (р. 968)
- 25. новембар — Малколм II, краљ Шкотске
- Мјешко II Пјаст, краљ Пољске